# Holy Wood (In the Shadow of the Valley of Death)
Holy Wood (In the Shadow of the Valley of Death) este cel de-al patrulea album al formației Marilyn Manson. A fost lansat pe 4 noiembrie 2000, în SUA și Australia de Interscope Records. Este considerat un concept, și cel de-al treilea și ultimul din trilogie, alături de Antichrist Superstar și Mechanical Animals. Acesta a dat naștere unor melodii ca Disposable Teens, The Fight Song și The Nobodies. Conform celor de la MTV Spain, albumul s-a vândut în peste 9 milioane de copii în toată lumea. 
Holy Wood a fost primul album a lui Manson dupa Masacrul de la Liceul Columbine,pentru care unii din mass-media, experti și politicieni, l-au acuzat că din cauza muzicii și infățișării gotice a influențat ucigași ca Eric Harris și Dylan Klebold . Conținutul albumului pune problema pe valorile și cultura creștinismului din SUA, pe parinți și pe mass-media care joacă un rol masiv în aceste acte de violență. Obsesia societății americane pentru arme, religie și faimă - a specificat faima să atragă atenția asupra celor din mass-media ce au fost uciși, chiar și asupra persoanelor istorice (președintele John F. Kennedy, Kurt Cobain și Iisus Hristos).

## Conceptul
Holy Wood este urmarea albumelor Mechanical Animals iș Antichrist Superstar, caracterul principal fiind Adam Kadmon, care a fost portretizat de Marilyn Manson ca extraterestrul/rockerul „Omega” în Mechanical Animals și The Worm / Antichrist Superstar de pe albumul Antichrist Superstar. Melodia Coma White (de pe albumul Mechanical Animals) este pe acest album sub numele de Coma Black. Albumele, începând cu Antichrist Superstar și terminând cu Holy Wood, urmează o călătorie în care apar diferite caractere.

## Recepție
Holy Wood a primit critici pozitive din partea revistei americane Rolling Stone și a bazei de date pentru muzica, Allmusic. 
În SUA a debutat pe locul 13 în „Billboard 200”și a fost premiat în martie 2003 pentru vânzarea de peste 500. 000 de copii.

## Carte și Film
Alături de album trebuia să apară o carte și un film sub același nume. Într-un interviu cu Manson din decembrie 2000, Chuck Palahniuk a menționat despre carte, și că aceasta va fi lansată vara viitoare. Aceasta nu a fost lansată datorită unor probleme legate de publicație, iar filmul nu a fost pus în producție.

## Melodiile

### A: In the Shadow
- GodEatGod
- The Love Song
- The Fight Song
- Disposable Teens

### D: The Androgyne
- Target Audience (Narcissus Narcosis)
- President Dead
- In the Shadow of the Valley of Death
- Cruci-Fiction in Space
- A Place in the Dirt

### A: Of Red Earth
- The Nobodies
- The Death Song
- Lamb of God
- Born Again
- Burning Flag

### M: The Fallen
- Coma Black
- Valentine's Day
- The Fall of Adam
- King Kill 33
- Count to Six and Die (The Vacuum of Infinite Space Encompassing)

### Bonus
- The Nobodies (Acoustic Version)
- Mechanical Animals (Live)

## Credit
- Marilyn Manson
- Twiggy Ramirez
- John 5
- Madonna Wayne Gacy
- Ginger Fish